# Макалевичи
Макале́вичи (укр. Макалевичі) — село на Украине, находится в Радомышльском районе Житомирской области, на берегу реки Тетерев.
Код КОАТУУ — 1825085801. Население по переписи 2001 года составляет 484 человека. Почтовый индекс — 12210. Телефонный код — 4132. Занимает площадь 1,471 км².

## Адрес местного совета
12210, Житомирская область, Радомышльский р-н, с. Макалевичи